# La Baroche-sous-Lucé
La Baroche-sous-Lucé ist eine Ortschaft und eine ehemalige französische Gemeinde mit 409 Einwohnern (Stand: 1. Januar 2022) im Département Orne in der Region Normandie. Sie gehörte zum Arrondissement Alençon und zum Kanton Bagnoles-de-l’Orne.
Mit Wirkung vom 1. Januar 2016 wurden die bisherigen Gemeinden Juvigny-sous-Andaine, La Baroche-sous-Lucé, Beaulandais, Loré, Lucé, Saint-Denis-de-Villenette und Sept-Forges zu einer Commune nouvelle mit dem Namen Juvigny Val d’Andaine zusammengeschlossen und haben in der neuen Gemeinde den Status einer Commune déléguée. Der Verwaltungssitz befindet sich im Ort Juvigny-sous-Andaine.

## Geografie
La Baroche-sous-Lucé liegt siebeneinhalb Kilometer südwestlich von Domfront im Süden des Départements Orne. Das Gebiet ist landwirtschaftlich geprägt und zeichnet sich durch die Landschaftsform Bocage aus. Es verfügt über einige kleine Wasserläufe, wird jedoch von keinem Fluss durchquert. Das Gebiet der ehemaligen Kommune umfasste eine Fläche von 22,18 km² und erstreckte sich in Nord-Süd-Richtung über acht Kilometer. Es schloss neben dem Kernort einige Weiler sowie Gehöfte ein und überdies sogar den Südrand des Nachbarortes Perrou, bis zu dem es sich an ihrem Nordrand ausbreitete.
Die Nachbargemeinden von La Baroche-sous-Lucé waren bis 2016 Domfront, Perrou und Juvigny-sous-Andaine im Norden, Beaulandais im Osten, Saint-Denis-de-Villenette im Südosten, Loré im Süden, Ceaucé im Südwesten und Avrilly sowie Lucé im Westen.

### Infrastruktur
Die nächstgelegene Hauptverkehrsstraße ist die nördlich des Ortes verlaufende D976 die Domfront mit Pré-en-Pail verbindet. Dazu besteht mit der D22 eine direkte Verbindung vom Ortszentrum aus nach Domfront, die in die andere Richtung nach Sept-Forges führt.

## Geschichte und Kultur
Die Existenz des Ortes lässt sich anhand von Dokumenten seit dem Jahr 1150 belegen, als unter dem Namen Basocha die erste urkundliche Erwähnung stattfand. Im Verlauf der Französischen Revolution erhielt sie 1790 ihren heutigen Namen, wobei der Zusatz sous-Lucé auf den eigentlich kleineren Nachbarort hinweist. Als historisch immer von der Landwirtschaft abhängig gewesenes Dorf hat La Baroche diese Tradition in Teilen bewahrt und weist bis heute eine große Zahl agrikultureller Betriebe auf, zu welchen auch ein Pferdegestüt zählt.
Ein Zeugnis aus der Frühzeit des Dorfes ist ein von Bäumen bewachsener Hügel, der einst den Herren des Ortes als Stützpunkt diente. Wohl im 10. oder 11. Jahrhundert befand sich auf ihm eine einfache Burganlage aus Holz, die allerdings völlig verschwunden ist. Erhalten geblieben ist dagegen ein Granitkreuz am Fuß des Berges, das in Teilen immer noch aus seinen ursprünglichen Elementen aus dem 16. Jahrhundert besteht. Zum historischen Erbe zählen weiterhin eine alte Mühle im Weiler Cutesson sowie ein Lavoir, das sich am Ortseingang befindet. Dieses durch Renovierungsarbeiten im März 1889 in seine heutige Form gebrachte Gebäude blieb bis ins 21. Jahrhundert hinein in Verwendung. Gleiches gilt für die Dorfkirche Notre-Dame-de-l’Assomption, die zwischen 1892 und 1894 entstand. Wesentlich älter ist ihr wichtigstes Artefakt, eine Skulptur des Heiligen Martin beim Teilen seines Mantels. Diese Darstellung aus dem 14. Jahrhundert wurde bereits 1958 als Monument historique klassifiziert. Zum Gebäude gehört ein Glockenturm, der sich direkt über dem Kircheneingang befindet.

## Bevölkerungsentwicklung
| Jahr      | 1962 | 1968 | 1975 | 1982 | 1990 | 1999 | 2011 |
| Einwohner | 634  | 542  | 504  | 504  | 506  | 433  | 395  |

Während der Französischen Revolution lag die Bevölkerungszahl 1793 bei 1602. Anschließend kam es zu Schwankungen und ab dem späten 19. Jahrhundert machte sich ein deutlicher Abwärtstrend bemerkbar, sodass 1911 erstmals weniger als 1000 Bewohner erfasst wurden. Diese Entwicklung setzte sich fort, bis 1975 nur noch 504 Menschen auf dem Gemeindegebiet registriert waren. Für einige Jahre konnte sich die Bevölkerungssituation stabilisieren, ehe ab den 1990er-Jahren ein erneuter deutlicher Schwund eintrat.